# Jeune fille en buste
Retrat de la noia jove (Jeune fille en buste en francès) és una obra de Guérin (1794) exposada al Louvre. Tracta la naturalesa d'una manera franca i directa, com en els inicis de l'artista. Està usant el model antic "estil Titus". El fons llis, la simplicitat del disseny i l'ús del color mesurat com Regnault va deixar als estudiants envers David.